# Lindsay Alcock
Pour les articles homonymes, voir Alcock.
Lindsay Alcock, née le 6 octobre 1977 à Calgary, est une skeletoneuse canadienne.

## Palmarès

### Jeux olympiques d'hiver
- 6e aux Jeux olympiques d'hiver de 2002 de Salt Lake City

### Championnat du monde
- Médaille d'argent en 2004 à Königssee
- 6e aux mondiaux 2005 à Calgary
- 7e aux mondiaux 2003 à Nagano

### Coupe du monde
- 1 globe de cristal en individuel : vainqueur en 2004.
- 14 podiums individuels : 6 victoires, 3 deuxièmes places et 5 troisièmes places.

#### Détails des victoires en Coupe du monde
| Édition   | Piste                    | Total |
| 2001-2002 | Calgary                  | 1     |
| 2002-2003 | Calgary Lake Placid Igls | 3     |
| 2003-2004 | Calgary Lillehammer      | 3     |